# Vitovnica
Vitovnica (cyr. Витовница) – wieś w Serbii, w okręgu braniczewskim, w gminie Petrovac na Mlavi. W 2011 roku liczyła 246 mieszkańców.